# Stephan Trepte

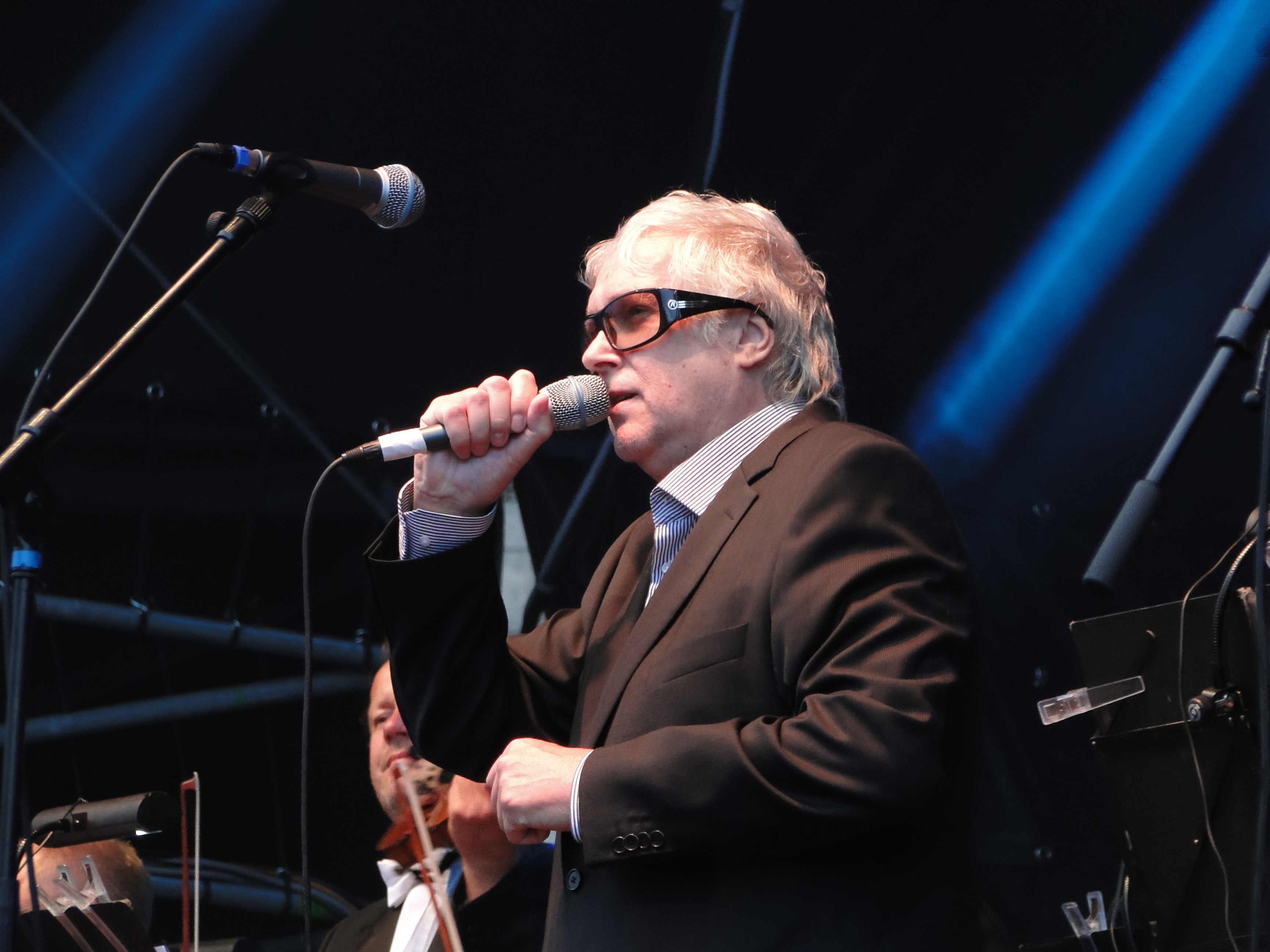
Stephan Trepte, 2014

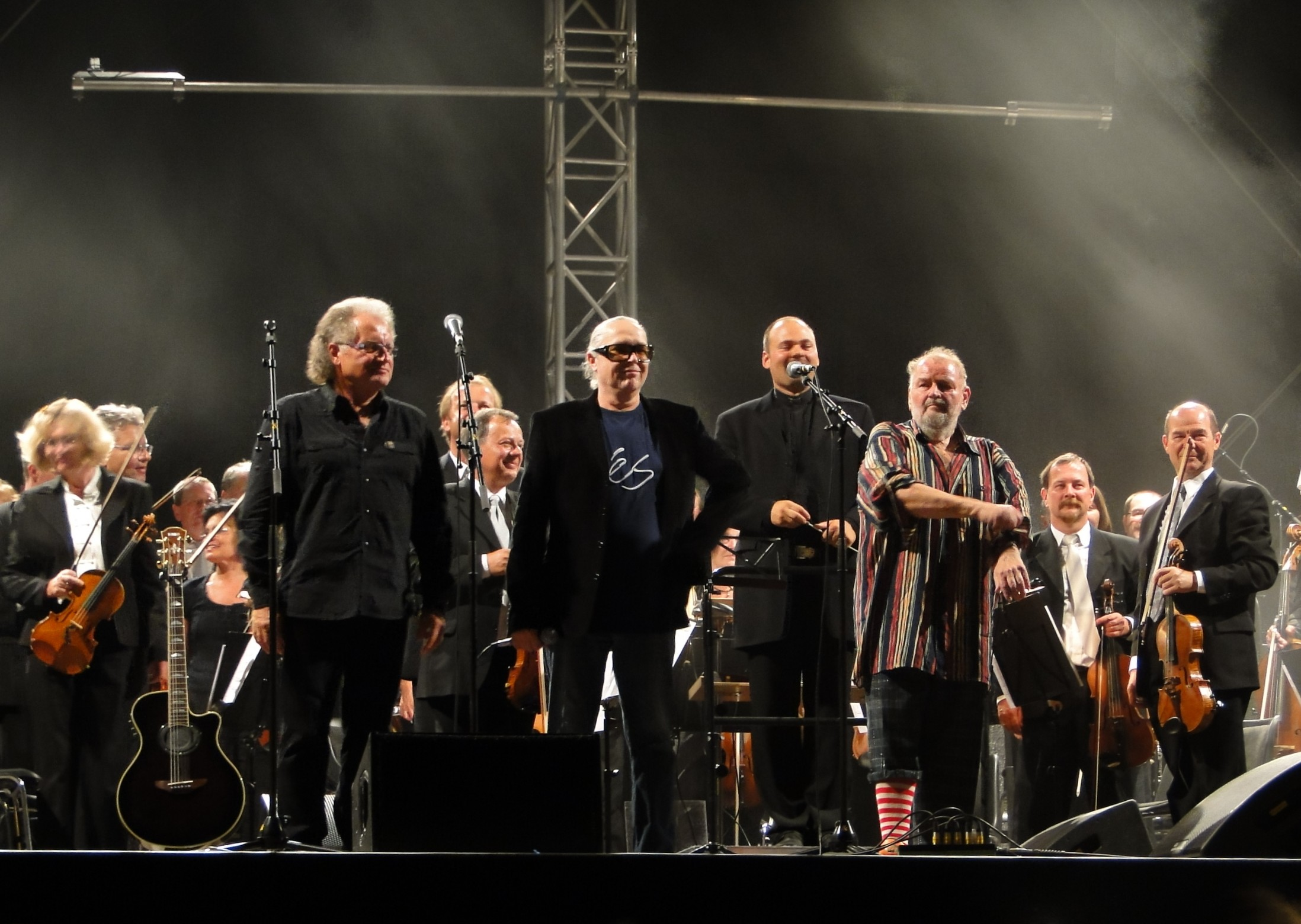
Stephan Trepte (Mitte) während eines Konzerts von electra im August 2009

Stephan-Walter Trepte (* 20. Juli 1950 in Biehla; † 22. Juli 2020 in Panketal) war ein deutscher Rockmusiker.

## Leben
Stephan Trepte erhielt als Kind eine klassische Ausbildung am Klavier und spielte außerdem Gitarre. Beginnend etwa 1966/67, in seiner Lehrzeit als Maschinenbauer im Mühlenbau mit Abitur, spielte er Keyboard und sang in den Amateurbands Quintanas und Stereo-Club. Dazwischen lagen anderthalb Jahre Wehrdienst mit Singegruppen-Aktivität. Danach hatte er Arbeit als Maschinenbauer und nebenbei Auftritte mit seiner Band. Wie damals üblich, wurden zum Tanz vor allem internationale Titel nachgespielt.
Bei einer solchen Gelegenheit erhielt er 1972 in Pockau im Erzgebirge das Angebot der Dresdner Band electra, als Sänger einzusteigen. Dieses Engagement brachte ihn musikalisch  voran; sein Gesang und seine Bühnenpräsenz machten ihn landesweit bekannt. Dazu trug vor allem der zehnminütige Progrocktitel Tritt ein in den Dom bei. Bei electra verfasste Trepte erste eigene Kompositionen, die allerdings noch nicht veröffentlicht wurden.
1974 wechselte er nach Spannungen bei electra zur neu formierten Band Lift. Auch hier entstanden Titel, die Treptes Ruf eines expressiven Sängers begründeten, wie Soldat vom Don und Atlantis. Nach einer für ihn unbefriedigenden Tournee entschloss er sich 1976, Lift zu verlassen.  Es folgte ein kurzes Intermezzo mit der Band Neon, bevor ihm 1977 der Chef der Magdeburger Band Reform, Jörg Blankenburg, anbot, als Sänger und Komponist für die Gruppe zu arbeiten. Trepte zog nach Magdeburg und veröffentlichte mit Reform drei Alben. Er komponierte die meisten Stücke, arbeitete zum Teil an den Texten Ingeburg Branoners mit und textete auch selbst.
1986 löste sich Reform auf. Trepte sang anschließend in Projekten mit Musikern wie Peter Werneburg, Horst Krüger und den ehemaligen Kollegen von Lift und electra (1989 bis 2015). 2015 gab er sein letztes Konzert. Außerdem wirkte er in Schauspielproduktionen wie The Rocky Horror Show sowie in Lesungen mit.
Er hat vier Söhne; der jüngste ist der Schauspieler Ludwig Trepte aus seiner vierten Ehe mit Conny Trepte aus Dresden. Stephan Trepte starb am 22. Juli 2020 im Alter von 70 Jahren.

## Diskographie

### Singles
- 1973 mit Electra-Combo: Das kommt, weil deine Seele brennt (Ludewig) / Der Musikant (Amiga)
- 1974 mit Lift: Komm doch einfach mit / Jeder Tag ist eine lange Reise (Amiga)
- 1975 mit Lift: Mein Herz soll ein Wasser sein[4] / Roter Stein (Amiga)
- 1975 mit Klosterbrüder/Lift: Lied einer alten Stadt / Soldat vom Don (Amiga)
- 1978 mit Reform: Ich suche dich / Mein Freund (Amiga)
- 1981 mit Reform: Der Löwenzahn / Schöner Traum (Amiga)

### Alben
- 1974 mit Electra-Combo: electra combo (Amiga; Neuauflage 1994)
- 1979 mit Reform: Reform (Amiga)
- 1980 mit electra: electra 3 (nur: Tritt ein in den Dom) (Amiga)
- 1982 mit Reform: Löwenzahn (Amiga)
- 1985 mit Reform: Uhren ohne Zeiger (Amiga)
- 1989 mit electra: Der aufrechte Gang (Amiga; erst 2004 veröffentlicht)
- 2002 mit Reform: Best Of (Buschfunk)
- 2005: Mein Herz soll ein Wasser sein (Sampler mit Stücken, die von Trepte gesungen werden; Choice Of Music)
- 2007 mit Reform: Die größten Hits (Amiga)
- 2008 mit Lift: Hits & Raritäten (enthält fünf Stücke mit Trepte als Sänger; Buschfunk)
- 2020: Stephan Trepte. Das Porträt. Mein Herz soll ein Wasser sein (Sampler mit Stücken, die von Stephan Trepte gesungen werden; SECHZEHNZEHN Musikproduktion)